# Дзюттэ

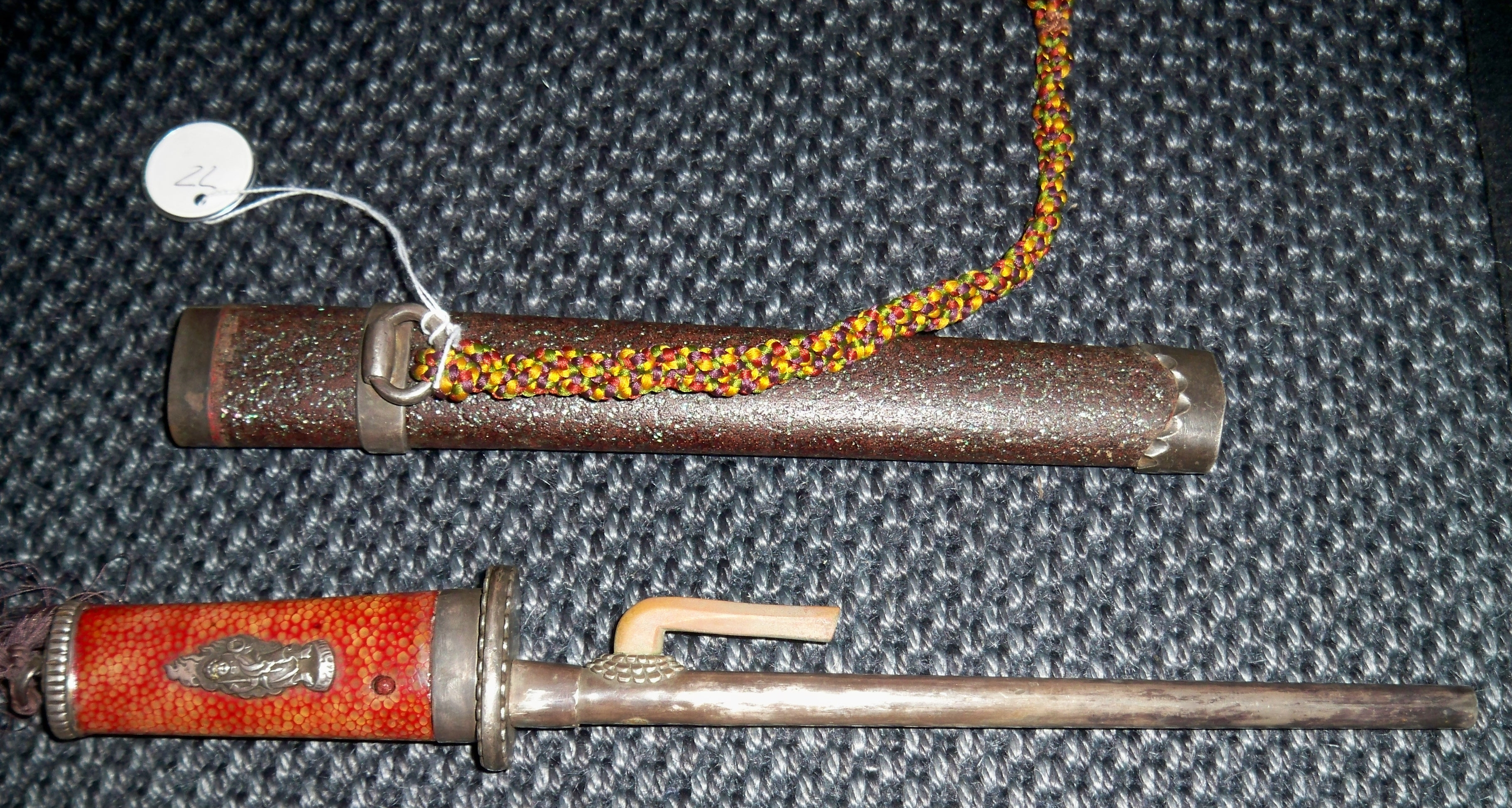

Дзюттэ (яп. 十手 дзюттэ, «десять рук») — японское холодное оружие, применяемое ниндзя и некоторыми подразделениями японской полиции в период Эдо. В наше время применяется в японском боевом искусстве дзюттэ-дзюцу. Дзюттэ часто относят к кинжалам, несмотря на то, что формально это небольшая металлическая дубинка.

## Внешний вид и применение
Современный кинжал-дзюттэ достигает 45 см в длину и не имеет заточки. У рукояти имеется односторонняя гарда примерно 5 см в длину, отогнутая к концу, которая может быть использована в качестве ловушки для оружия противника, а также деталей одежды и пр.
Дзюттэ также может быть использован в качестве своего рода дубинки.
Существует вариация дзюттэ — «марохоси», который, как правило, короче и имеет полноценное лезвие.
Дзюттэ, находившийся на вооружении полицейского, отличался темляком с цветной кистью, по цвету которой можно было судить о ранге носителя.

## История
Существует мнение, что дзюттэ в его изначальном виде был изобретен легендарным японским оружейником Масамунэ. По другой версии изобретение приписывается его отцу. Есть предположение, дизайн был вдохновлен формой кинжала-сая, хотя вполне возможно, что дзюттэ был изобретен раньше. Тем более, что Масамунэ жил в Сагами, находящейся довольно далеко от Сацума (княжество), и потому вряд ли когда либо в жизни видел окинавский сай.

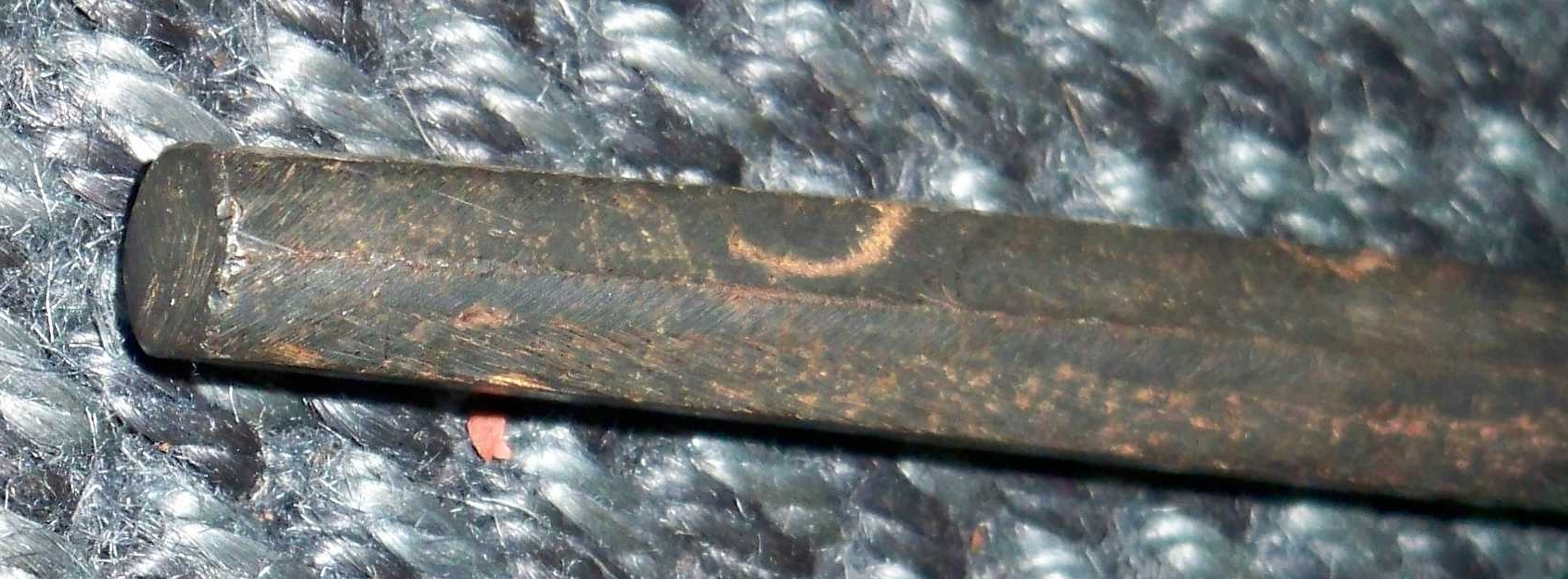
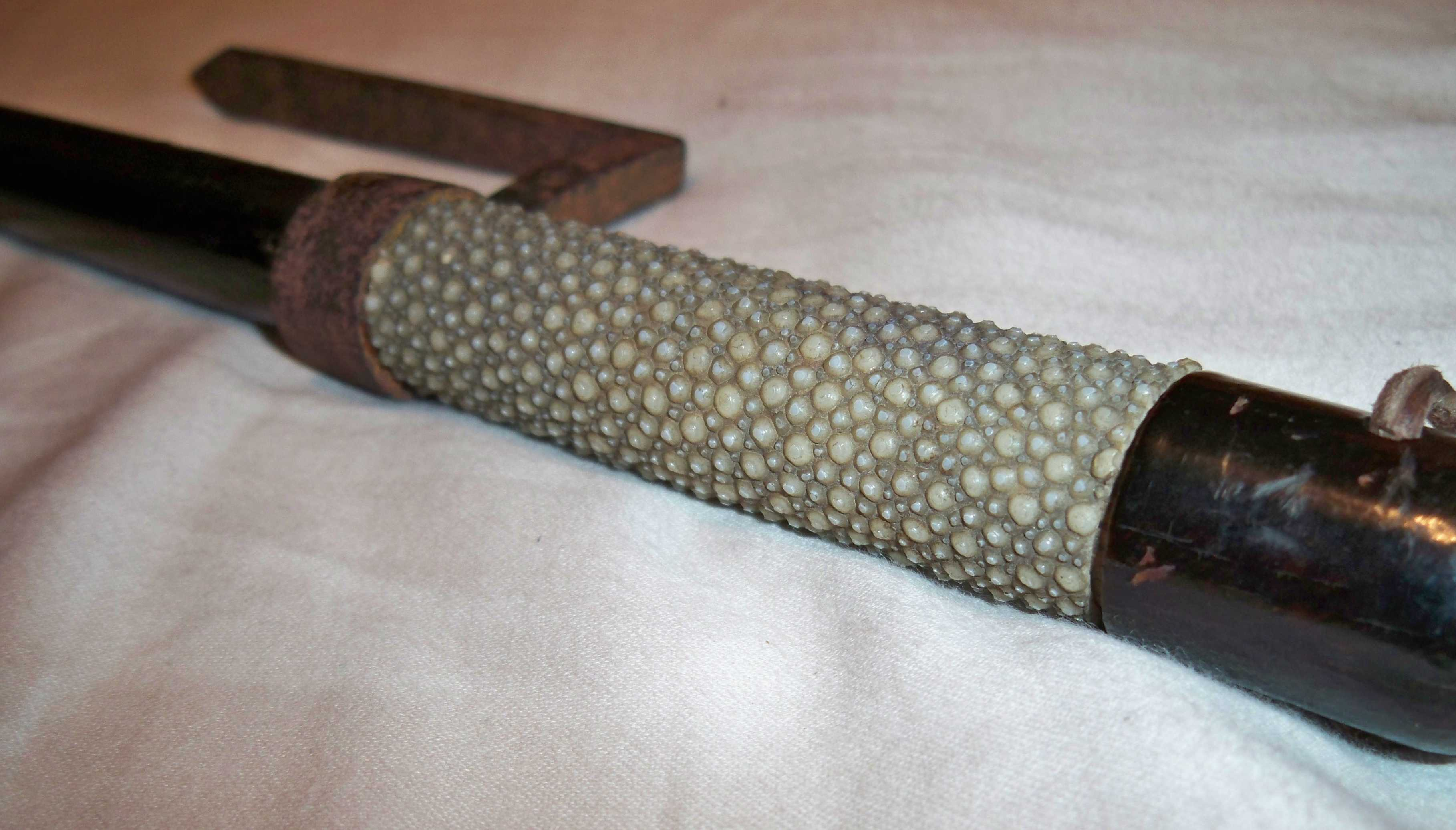
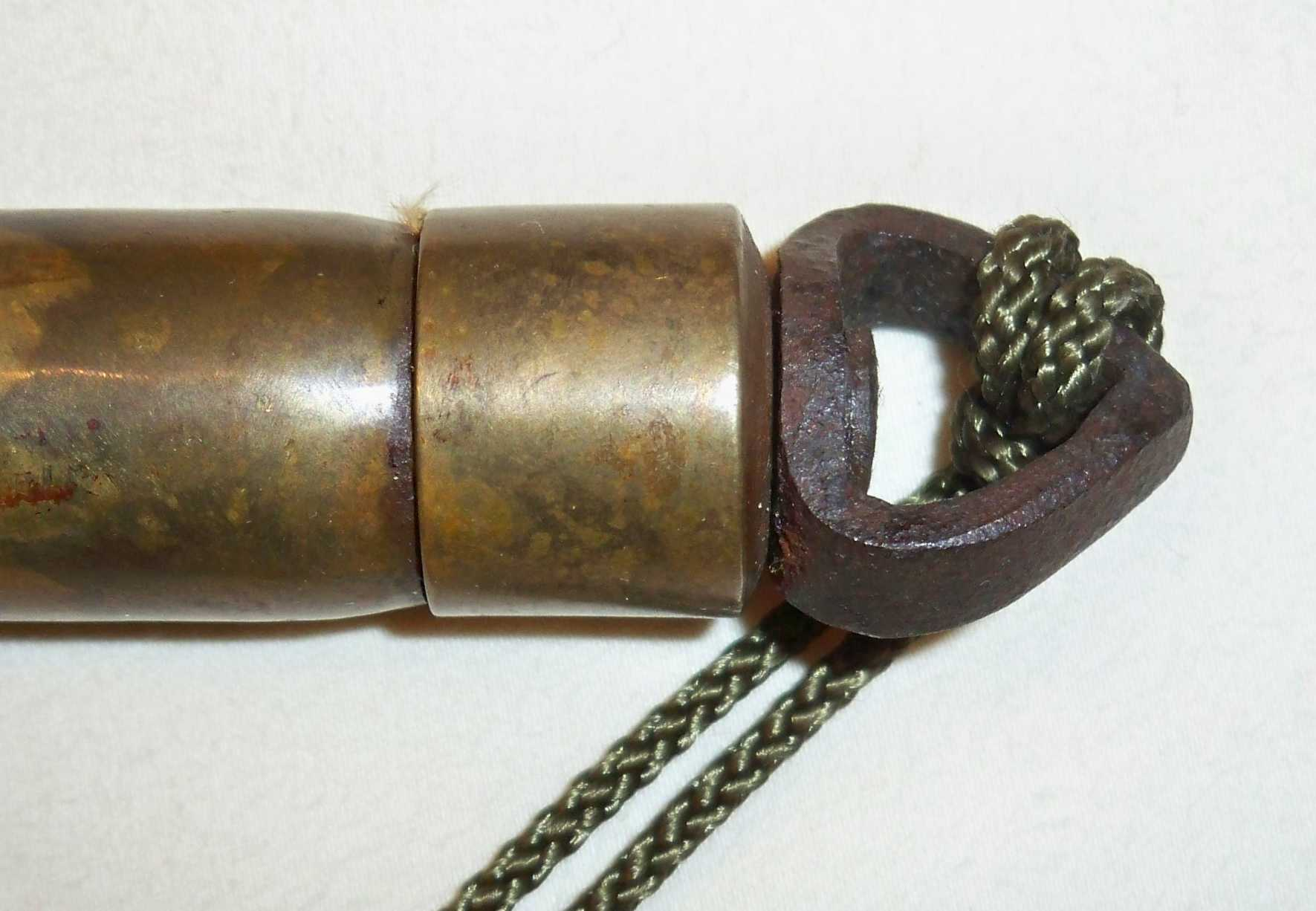
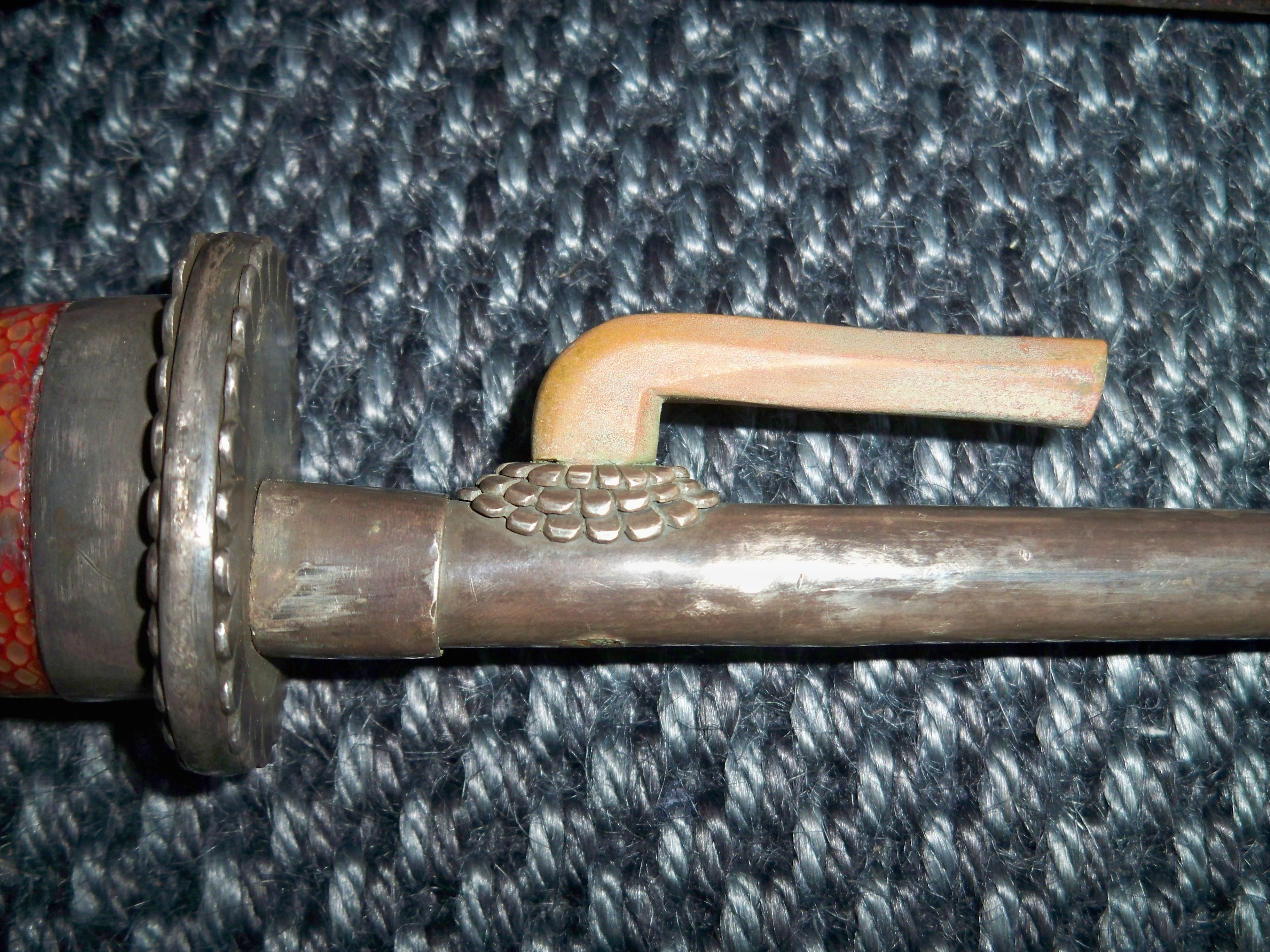
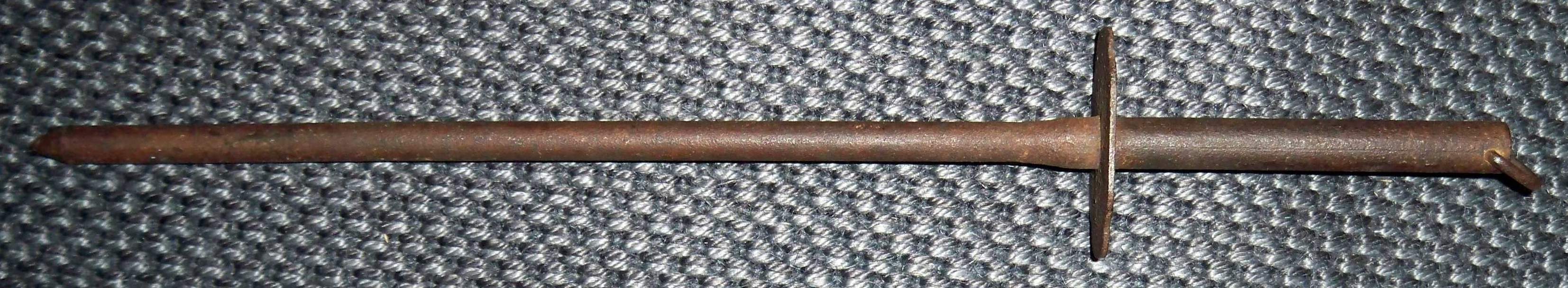
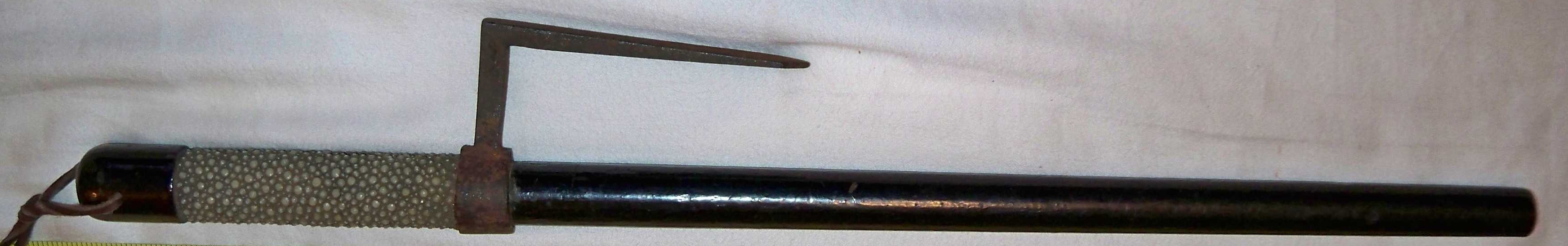
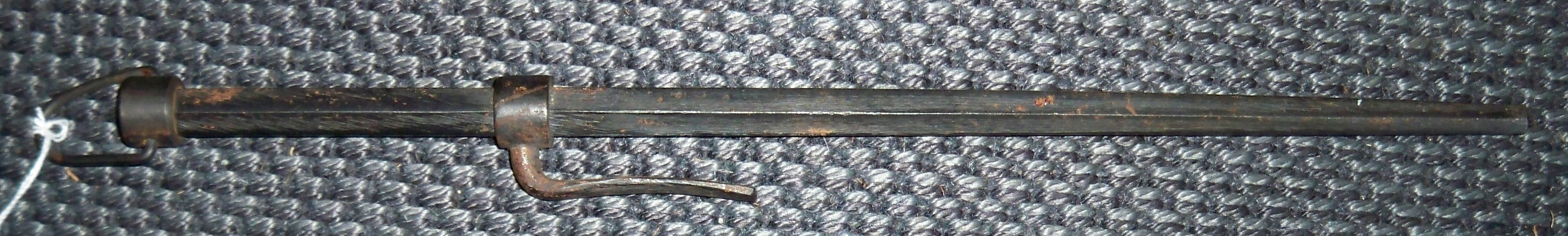
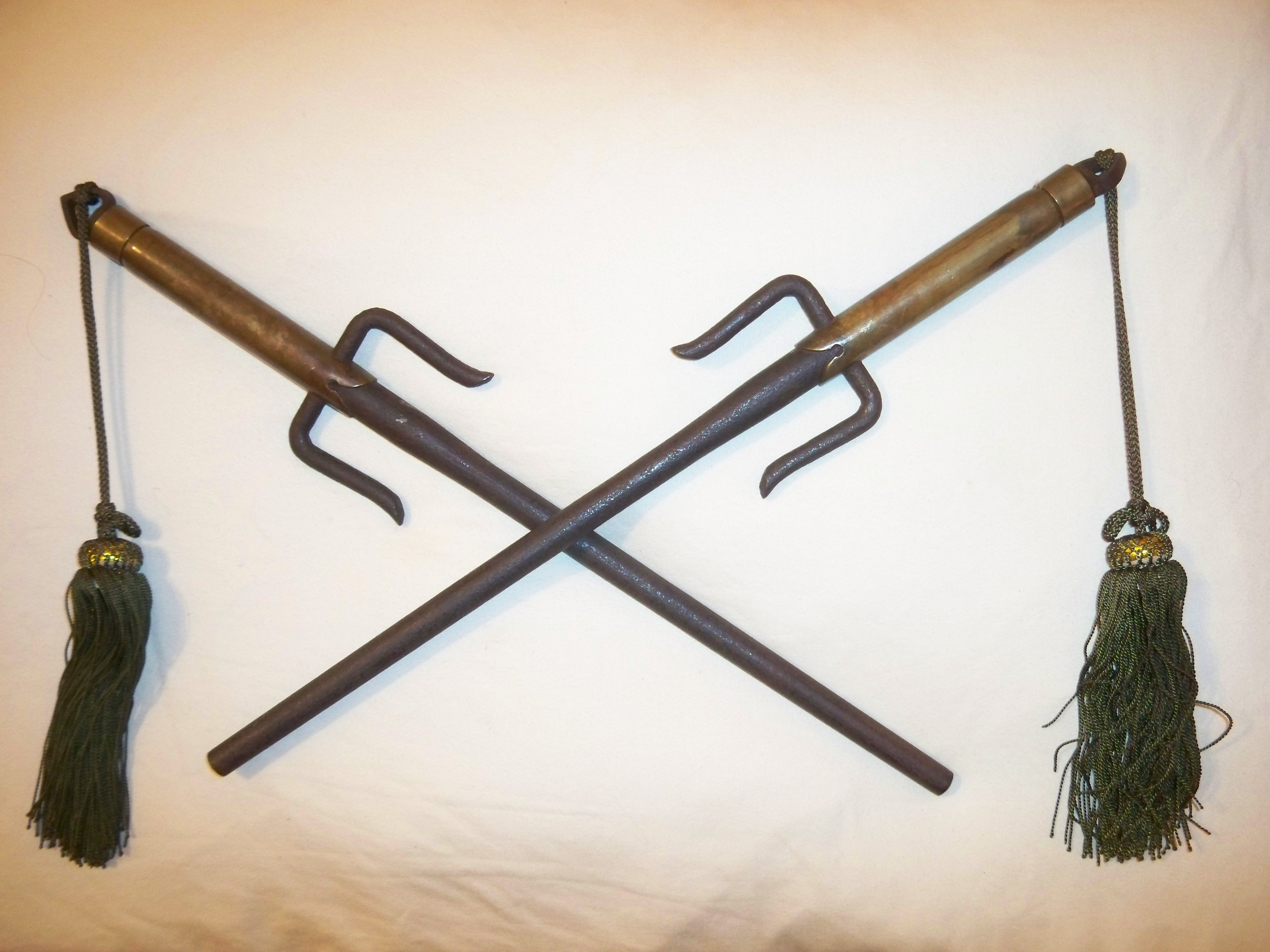

## Дзюттэ в литературе
- В романе «Путь меча» наделенный разумом кинжал дзюттэ по прозвищу Обломок был одним из героев.